# سپاه

نماد استاندارد ناتو برای سپاه. تعداد ۳ حرف X قراردادی است و ربطی به تعداد نفرات ندارد. (۲ حرف X نشانهٔ لشکر و ۱ حرف X نشانهٔ تیپ می‌باشد)

سپاه یگانی راه‌کنشی که دارای تجهیزات و تسلیحات لازم برای اجرای عملیات رزمی است و از دو یا سه لشکر تشکیل می‌شود.
در تقسیمات نظامی، سپاه نام یگانی است که از ارتش میدانی کوچک‌تر و از لشکر بزرگ‌تر باشد. این یگان یک آرایش نظامی بزرگ یا گروه مدیریتیِ نظامی است که غالباً وظایف معمول نظیر توپخانه را بر عهده دارد. ممکن است سپاه برای نامیدن یگان‌های خاص یا یک رستهٔ خاص استفاده شود که برای نمونه می‌توان به سپاه تفنگداران دریایی ایالات متحده و سپاه تفنگداران دریایی پادشاهی بریتانیا اشاره کرد.
از این واژه بعدها برای نامیدن سازمان‌های ارائه‌دهندهٔ خدمات عمومی نیز استفاده شد که دارای ساختارهای شبه‌نظامی بودند. برای نمونه: سپاه صلح و انواع سپاه‌های آمبولانس در ایالات متحدهٔ آمریکا و برخی از سازمان‌های مردم‌نهاد. در ایران نیز از این نام برای نام بردن از نهادهایی نظیر سپاه دانش، سپاه ترویج و آبادانی و سپاه بهداشت استفاده شده‌است.

امروزه در ایران از واژهٔ سپاه به‌طور اختصاری و اصطلاحی برای اشاره به سپاه پاسداران انقلاب اسلامی استفاده می‌شود.

## واژه‌شناسی
«سپاه» یکی دیگر از کهن‌ترین اصطلاحات نظامی در زبان‌های ایرانی است، که در زبان ایرانی باستان «-spāda*»، پارسی باستان و اوستایی پیشین «-spāda»، اوستایی پسین «-spāδa»؛ پهلوی «spāδ»، «ispāδ»؛ سغدی «ǝspāδ»؛ بلخی «σπαλο»، «ασπαλο» و پارسی میانه «spāh» گفته می‌شده و در فارسی دری «سپاه» گشته‌است. از این واژه در پارسی باستان «-spāda-pati*» ساخته شده، که در پهلویی «spāδpat", "spāδbad»، در پارسی میانه «spāhpat" ,"spāhbed»، در سغدی «spāδpaδ»، در بلخی «σπαλοβιδο»، «ασπαλοβιδο» و در فارسی دری «سپهبد» گشته‌است. همچنین از «سپاه» در فارسی دری اصطلاح «سپه‌سالار» ساخته شده، که با سپهبد مترادف بوده‌است.

## پیشینه
ارتش هخامنشیان (۵۵۰–۳۳۰ تا میلاد) در آغاز «-kāra*» نامیده می‌شده، ولی بعدها که بر پایهٔ رده‌بندی ده‌دهی سازمان داده شد، «-spāda*» [سپاه] نام گرفته‌است. در سپاه هخامنشیان از ده سرباز یک گروه تشکیل می‌شده، که «-daθa*» [دَهَ] نامیده و سردار آن «-daθapati*» (دَهَپاتی) [دهبد] خوانده می‌شده‌است. از ده گروه یک گروهان تشکیل می‌شده، که «-θata*» [صَتَ] (صد) خوانده و فرمانده آن «-θatapati*» (صَتَپاتی) [صده‌بد] نامیده می‌شده‌است. ده گروهان یک هنگ را تشکیل می‌داده‌اند، که «-hazāra*» [هزارا] نامیده و فرمانده آن «-hazārapati*» (هزاراپاتی) [هزاربد] خوانده می‌شده‌است. از ده هنگ یک لشکر تشکیل می‌شده، که «-baivara*» [بیوره] خوانده و فرمانده آن «-baivarapati*» (بایَوَرَپاتی) [بیوربد] نامیده می‌شده‌است. فرمانده کل ارتش هخامنشیان «-spādapati*» (سپاداپاتی) [سپهبد] یا «-kārana*» [کارن] خوانده می‌شده، که از همان «-kāra*» روییده‌است.
در زمان اشکانیان نیز نیروهای مسلح سپاذ (پارتی: spāδ) و فرمانده کل نیروهای مسلح سپاذبد (پارتی: spāδbad) خوانده می‌شدند. اما در سپاه اشکانیان صده‌ها «وَست» (پارتی: wast)، هزاره‌ها «درفش» (پارتی: drafš) و بَیوَره‌ها «گُند» (پارتی: gund) نامیده می‌شدند. فرماندهان این یگان‌ها «وست‌سالار» (پارتی: wast-sālār)، «درفش‌سالار» (پارتی: drafš-sālār) و «گندسالار» (پارتی: gund-sālār) نامیده می‌شدند.
در زمان ساسانیان نیز سپاه (پارسی میانه: spāh) بر پایه سیستم شمارش دهدهی گروهبندی می‌شد، فرمانده آن سپاهبد (پارسی باستان: spāhbed) خوانده می‌شد. دهه‌ها «رده» (پارسی میانه: radag) و صده‌ها «تَهم» (پارسی میانه: tahm) نامیده و فرمانده آن تهم‌دار (پارسی میانه: tahmdār) خوانده می‌شدند. یگان‌های ۵۰۰ نفره «وَشت» (پارسی میانه: wašt) و فرمانده آن «وشت‌سالار» (پارسی میانه: wašt-sālār) نام داشته‌اند. یک یگان ۱۰۰۰ نفره درفش (پارسی میانه: drafš) نام داشت که فرمانده آن درفش‌سالار (پارسی میانه: drafš-sālār) خوامده می‌شد و یک یگان ۵٬۰۰۰ نفری گند (پارسی میانه: gund) نامیده می‌شد که فرمانده آن یک گندسالار (پارسی میانه: gund-sālār) بود.